# Amphiura fragilis
Amphiura fragilis är en ormstjärneart som beskrevs av Addison Emery Verrill 1885. Amphiura fragilis ingår i släktet Amphiura och familjen trådormstjärnor. Inga underarter finns listade i Catalogue of Life.